# تعبیر خواب

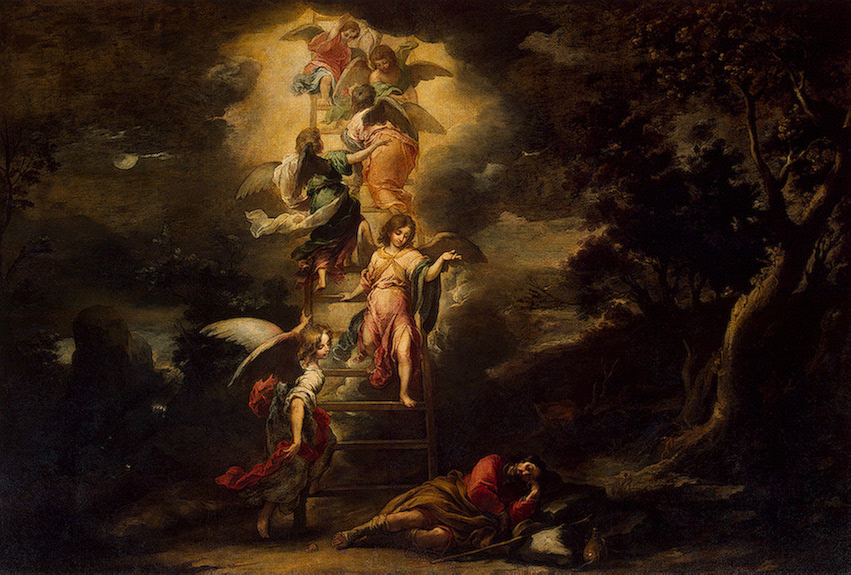
«خواب یعقوب» اثر بارتولومه استبان موریلو نقاش اسپانیایی در مورد خواب معروف نردبام یعقوب

تعبیر خواب فرایند اختصاص و معنا دهی به رؤیاهایی که در خواب دیده می‌شود است، اگرچه با برخی از اشکال روان درمانی همراه است، اما هیچ شواهد قابل اعتمادی وجود ندارد که درک یا تعبیر خواب تأثیر مثبت بر سلامت روان فرد داشته باشد.
در بسیاری از جوامع باستانی، مانند مصر و یونان، خواب دیدن یک ارتباط فراطبیعی یا وسیله ای برای مداخله الهی قلمداد می‌شد، که پیام آنها توسط افرادی با این قدرت‌های معنوی مرتبط قابل تفسیر بود. در دوران مدرن، مکاتب مختلف روان‌شناسی و عصب‌شناسی نظریه‌هایی را در مورد معنی و هدف رؤیاها ارائه داده‌اند. بر اساس مطالعه ای که در این کشورها انجام شده، به نظر می‌رسد در حال حاضر اکثر افراد محتوای خواب را طبق روانکاوی فرویدی در ایالات متحده، هند و کره جنوبی تفسیر می‌کنند.
به نظر می‌رسد مردم اعتقاد دارند که رؤیاها به ویژه معنی دار هستند: آنها بیشتر از اینکه به افکار بیدار شبیه باشند، به رؤیاها معنی می‌دهند. به عنوان مثال، مردم گزارش می‌کنند که اگر خواب شب گذشته هواپیما سقوط کند، احتمال اینکه مسافرتی را که برنامه‌ریزی کرده بودند و با پرواز هواپیما بود را لغو کنند، پیش از اینکه وزارت امنیت داخلی یک هشدار فدرال صادر کند.
با این حال، مردم به همه رؤیاها اهمیت یکسانی نمی‌دهند. به نظر می‌رسد افراد هنگام تعبیر خواب خود از استدلال با انگیزه استفاده می‌کنند. آنها به احتمال زیاد رویاهایی را که اعتقادات و خواسته‌های بیداری آنها را تأیید می‌کنند و معنادارتر از رویاهایی که با اعتقادات و خواسته‌های بیداری آنها مغایرت دارد، می‌بینند.

## تاریخچه

### در حال حاضر
مقاله ای در سال ۲۰۰۹ توسط کری موروجج و مایکل نورتون در مجله روان‌شناسی شخصیت و اجتماعی نشان داد که بیشتر مردم معتقدند که «رویاهای آنها حقایق پنهان معناداری را آشکار می‌کند». در یک مطالعه که در ایالات متحده، کره جنوبی و هند انجام شد، آنها دریافتند که ۷۴٪ از هندی‌ها، ۶۵٪ از کره جنوبی و ۵۶٪ از آمریکایی‌ها معتقدند که محتوای رؤیایی آنها بینش معنی داری در مورد عقاید و خواسته‌های ناخودآگاه آنها فراهم می‌کند. این دیدگاه فرویدی در مورد خواب دیدن بیش از تئوری‌های رویاپردازی که محتوای رؤیا را به تلفیق حافظه، حل مسئله یا فعالیت تصادفی مغز نسبت می‌دهند، تأیید شد. به نظر می‌رسد این باور مردم را به سمت اهمیت دادن به محتوای رؤیا نسبت به محتوای فکری مشابهی که در هنگام بیداری اتفاق می‌افتد، سوق می‌دهد. در یک مطالعه در این مقاله، آمریکایی‌ها بیشتر گزارش دادند که اگر خواب سقوط هواپیمای خود را ببینند، پرواز خود را از دست می‌دهند تا اینکه تصور کنند هواپیمای آنها شب قبل از پرواز سقوط می‌کند (در حالی که بیدار است)، و احتمال اینکه اگر خواب خوابیدن هواپیمای خود را قبل از پرواز ببینند، انگار که در مسیری که قصد داشتند طی آن سقوط کنند، پرواز خود را از دست بدهند. همه مطالب رؤیایی به یک اندازه مهم تلقی نمی‌شدند. هنگامی که محتوای رؤیاها مطابق با اعتقادات و خواسته‌های آنها در هنگام بیداری باشد، شرکت کنندگان در مطالعات خود بیشتر معنادار را درک می‌کنند. افراد به عنوان مثال رؤیای مثبت در مورد یک دوست معنادار بودند تا خواب مثبت درمورد شخصی که دوستش نداشتند و خواب منفی راجع به شخصی که دوستش نداشتند معنادار بودند تا خواب منفی در مورد یک شخص. آنها دوست داشتند

## روان‌شناسی

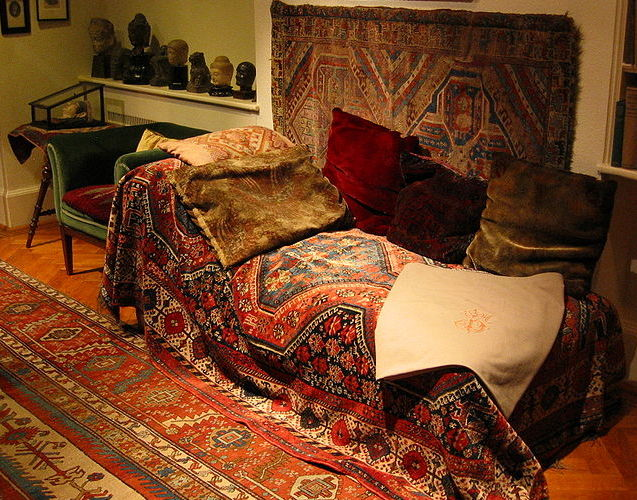
کاناپه‌ی روان‌کاوی متعلق به فروید

### فروید
در روان‌شناسی تحلیلی شیوه‌های تعبیر خواب برگرفته از روشی است که زیگموند فروید بنیان‌گذار مکتب روان‌کاوی در اثر مهم خود «تعبیر خواب» (۱۹۰۰) ارائه داده‌است. فروید در این کتاب تئوری خود را در مورد کارکردهای خواب تشریح کرده‌است. بخش عمده‌ای از کتاب به شرح رویاهای شخصی خود فروید، نزدیکان و آشنایان و بیماران می‌پردازد. از نظر وی معنای هر خوابی در مورد تحقق یکی از آرزوهای و خواسته‌های انسان است. آرامشی که در خواب به شخص خفته عارضه شده به وی اجازه بیان خواسته‌های سرکوب‌شدهٔ خود را می‌دهد. البته تعارض‌هایی که در ارضای خواسته‌ها و تحقق آنها وجود دارد ممکن است آن را تبدیل به یک رؤیای ناخوشایند سازد.
فروید چهار قاعده را در رؤیاها شناسایی کرده‌است؛ اول عامل تراکم که به معنی فشرده‌سازی و خلاصه‌کردن خواسته‌هاست. دوم عامل تغییر مکان یا انتقال و جابجایی که بر اساس آن بار عاطفی و احساسی از هدف اصلی به یک هدف غیرواقعی منتقل می‌شود. عامل سوم ویژگی نمایشی رویاست که مفاهیم انتزاعی و مجرد ذهنی را به صورت تصاویر درمی‌آورد. چهارمین عامل نیز خاصیت کنایه‌آفرینی و تمثیل‌سازی خواب است. پلکان، خندق، خیابان، خانه، اتاق، اتومبیل، آشپزخانه، زردچوبه، دندان، املت، بادنجان، بادکنک، دست‌ها و پاها و همه و همه نماد و رمزی هستند که می‌توان آنها را کشف کرده و به کمک آن راز خواب را گشود.

## تعبیر خواب در اسلام
از دیدگاه اسلام اصل علم تعبیر خواب یک علم الهی بوده و از هر کسی ساخته نیست، بلکه اولیای تراز اول می‌توانند خواب‌های ما را دقیق تعبیر کنند البته یک سری قوانین و مقرراتی وجود دارد و علمایی هم که در سطح متوسط هستند، می‌توانند نشانه‌هایی را نیز احتمال بدهند. احتمال رؤیای صادقانه در نزدیکی اذان صبح بیشتر است، اما این‌طور نیست که کسی اول شب بخوابد و رؤیای صادقانه نبیند.